# Węch
Węch, powonienie – jeden z dwóch – obok smaku – zmysłów chemicznych. Działanie węchu polega na wykrywaniu zapachów (ich detekcji) i rozpoznawaniu bodźców, jakimi są cząsteczki określonych związków chemicznych lub ich mieszaniny (odoranty).

## Odbieranie sygnałów chemicznych przez komórki

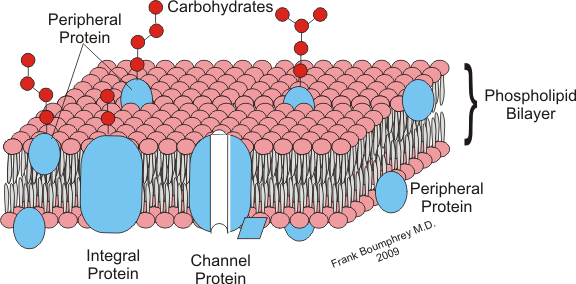
Błona komórkowa

Chemiczne sygnały o stanie otoczenia są odbierane przez wszystkie organizmy – od pojedynczych komórek przez proste organizmy wielokomórkowe do człowieka. Każda z tych komórek jest skomplikowanym układem biochemicznym, oddzielonym od otoczenia błoną komórkową – podwójną dwuwarstwą lipidową, w której pływają cząsteczki różnych białek (model "płynnej mozaiki"), w tym integralne białka transbłonowe. Struktura tych cząsteczek jest zakodowana w DNA danego organizmu. Białka są "biologicznie czynne" – pełnią różne biologiczne funkcje dzięki zmianom konformacji pod wpływem bodźców z otoczenia. Białka receptorowe węchu i smaku reagują zmianami konformacji na obecność w otoczeniu komórki określonych związków chemicznych, co wywołuje zmiany procesów przebiegających wewnątrz komórki.  W przypadku organizmów najprostszych efektem pobudzenia receptora może być przemieszczanie się organizmu w kierunku bodźca lub odwrotnie (taksje dodatnie lub ujemne). W organizmach wyższych sygnały chemiczne odbierają wyspecjalizowane komórki układu nerwowego – komórki receptorowe (węchu i smaku). Komórki nerwowe cechuje pobudliwość – odwracalne zmiany różnicy potencjałów na wewnętrznej i zewnętrznej stronie błony komórkowej (w stanie spoczynkowym ok. -70mV). W błonie zakończeń dendrytów dwubiegunowych komórek węchowych znajdują się białka receptorowe, które reagują na obecność w otoczeniu związków o określonych właściwościach. Powoduje to utratę szczelności błony dla jonów, co umożliwia ich dyfuzję przez błonę w kierunku zgodnym z gradientem stężeń. Efektem jest lokalny zanik potencjału błony. Strefa depolaryzacji (potencjał czynnościowy) szybko przemieszcza się wzdłuż komórki – do zakończeń aksonów. Po przejściu tej strefy błona odzyskuje pobudliwość dzięki działaniu pomp sodowo-potasowych (transport aktywny).

## Teorie dotyczące mechanizmu pobudzania receptorów węchowych
W dwudziestym wieku formułowano liczne hipotezy i teorie, dotyczące sposobu detekcji i rozpoznawania bodźców chemicznych przez węch. Wciąż cenione – często cytowane – są pionierskie prace G.M.Dysona (1938), J.T.Daviesa (1959) lub R.W.Moncrieffa (1967). Przeglądu różnych hipotez, formułowanych w tym okresie, dokonał Tim Jacob z Cardiff Univ. UK (Theories of olfaction). Niektóre z nich zostały zreferowane w podręczniku "Odory".

### Teorie "wibracyjne"

Struktura izomerów karwonu

Pentan-2-on

Część koncepcji, dotyczących mechanizmu oddziaływań między receptorami i cząsteczkami odorantów, opiera się na założeniu, że cząsteczki receptorowe są rodzajem anten "nastrojonych" na odbiór określonych częstotliwości fal. R.H.Wright (1961) przypuszczał, że w widmie cząsteczek odorantów występują tzw. "częstości osmiczne" z zakresu 50 – 500 cm-1. Miały one wywoływać zmiany poziomu energetycznego elektronów w cząsteczkach pigmentów (ok. 20 rodzajów), występujących w śluzie nabłonka węchowego.
Przejściu elektronów z metastabilnego stanu wzbudzonego do stanu podstawowego miała towarzyszyć zmiana momentu dipolowego cząsteczki pigmentu, wywołująca lokalną depolaryzację najbliższego fragmentu  błony komórki węchowej. Pigmenty miały być odpowiedzialne za istnienie ok. 20 zapachów podstawowych (analogicznych do trzech podstawowych barw). Istnienia takich pigmentów doświadczalnie nie potwierdzono.
Przeciw hipotezie Wrighta przemawia fakt, że izotopowe wymiany atomów w cząsteczkach odorantów, które wpływają na częstości drgań cząsteczki (zmiana masy), nie powodują zmian zapachu. Hipoteza nie pozwala też wyjaśnić różnic między zapachem enancjomerów, które mają identyczne widma rotacyjne i oscylacyjne (np. izomery karwonu).
Zbliżona koncepcja L. Turina (1997) została sformułowana w czasie prób wyjaśnienia różnicy między zapachami enancjomerów. Turin zasugerował nowy mechanizm oddziaływania cząsteczek-bodźców na różne białka-receptory (nie ograniczając się do węchu).
Zaproponował uznanie wszystkich receptorów za rodzaj spektroskopów, które rejestrują określone częstości drgań z zakresu podczerwieni (widmo rotacyjno-oscylacyjne).
Za istotne uznał również cechy przestrzennej budowy  cząsteczki odoranta, decydujące o tym, czy receptor "odbierze" częstości drgań, charakteryzujące wszystkie fragmenty cząsteczki. Za doświadczalne potwierdzenie hipotezy uznawano udane odtworzenie "kminkowego" zapachu (+)-karwonu przez zmieszanie (-)-karwonu (zapach mięty) z pentan-2-onem. Potwierdziło to wyjściowe założenie eksperymentu, że w czasie oddziaływania (-)-karwonu względy przestrzenne uniemożliwiają wykrycie drgań grupy karbonylowej, które należy "uzupełnić" wprowadzając małe cząsteczki, zawierające tę grupę.

### Teoria stereochemiczna

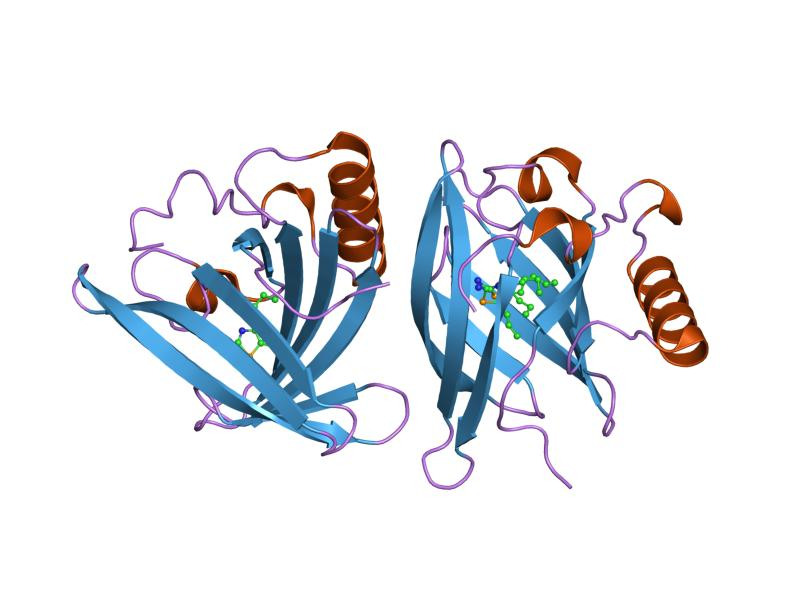
Struktura cząsteczki jednego z rodziny białek – receptorów odorantów

W drugiej połowie XX wieku najbardziej popularna była teoria, sformułowana przez J.E. Amoore'a (1952). Amoore analizował częstość występowania – w fachowym piśmiennictwie – różnych określeń zapachu związków chemicznych, a następnie poszukiwał podobieństwa struktury cząsteczek, których zapach był jednakowo określany. Wyodrębnił 7 woni, uznanych za podstawowe: kamforową, piżmową, kwiatową, miętową, eteryczną, ostrą i gnilną. W poszczególnych grupach zaobserwował podobieństwo kształtu cząsteczek (cieni rzucanych przez ich modele kulowe). Na tej podstawie stwierdził, że zapachy odróżniamy dzięki siedmiu różnym receptorom zapachów podstawowych, w których – zgodnie z modelem klucza i zamka – znajdują się "gniazdka" o odpowiednim kształcie (patrz – Tim Jacob, Theories of olfaction/Molecular shape).

### Współczesny stan wiedzy
Techniki badawcze dostępne w końcu XX wieku pozwoliły zintensyfikować badania genomu człowieka i innych organizmów żywych. Elementem tych badań było odkrywanie genów kodujących białka receptorowe. Badania Lindy B. Buck i Richarda Axela doprowadziły do odkrycia wielkiej rodziny genów kodujących receptory odorantów (Nagroda Nobla 2004). Rodzina ta stanowi 2% z około 30 tysięcy wszystkich genów człowieka. Jest największa w ludzkim genomie. Liczy 636 genów, w tym 339 aktywnych. W toku ewolucji aktywność utraciło 47% (297 tzw. pseudogenów). Przeważnie u innych zwierząt udział pseudogenów jest mniejszy (np. pies – 18%, mysz – 20%).

Komórka, synapsy

## Przekazywanie sygnałów innym komórkom
Dzięki rozgałęzieniu dendrytów jedna komórka węchowa może przekazywać informację o pobudzeniu wielu innym komórkom układu nerwowego. Przekazanie sygnału zachodzi w synapsach. Gdy strefa depolaryzacji błony presynaptycznej dociera do zakończenia aksonu, do szczeliny między sąsiadującymi neuronami (szczeliny synaptycznej) są uwalniane tzw. neurotransmitery (przekaźniki uwalniane z pęcherzyków). Dyfundują one w kierunku błony drugiej komórki (postsynaptycznej) i pobudzają receptory, znajdujące się w tej błonie. Jeżeli pobudzenie jest większe od poziomu progowego, sygnał biegnie dalej –  poprzez kolejne połączenia synaptyczne – do struktur neuronów analizujących wrażenie (mniej lub bardziej złożonych).

## Ewolucja węchu

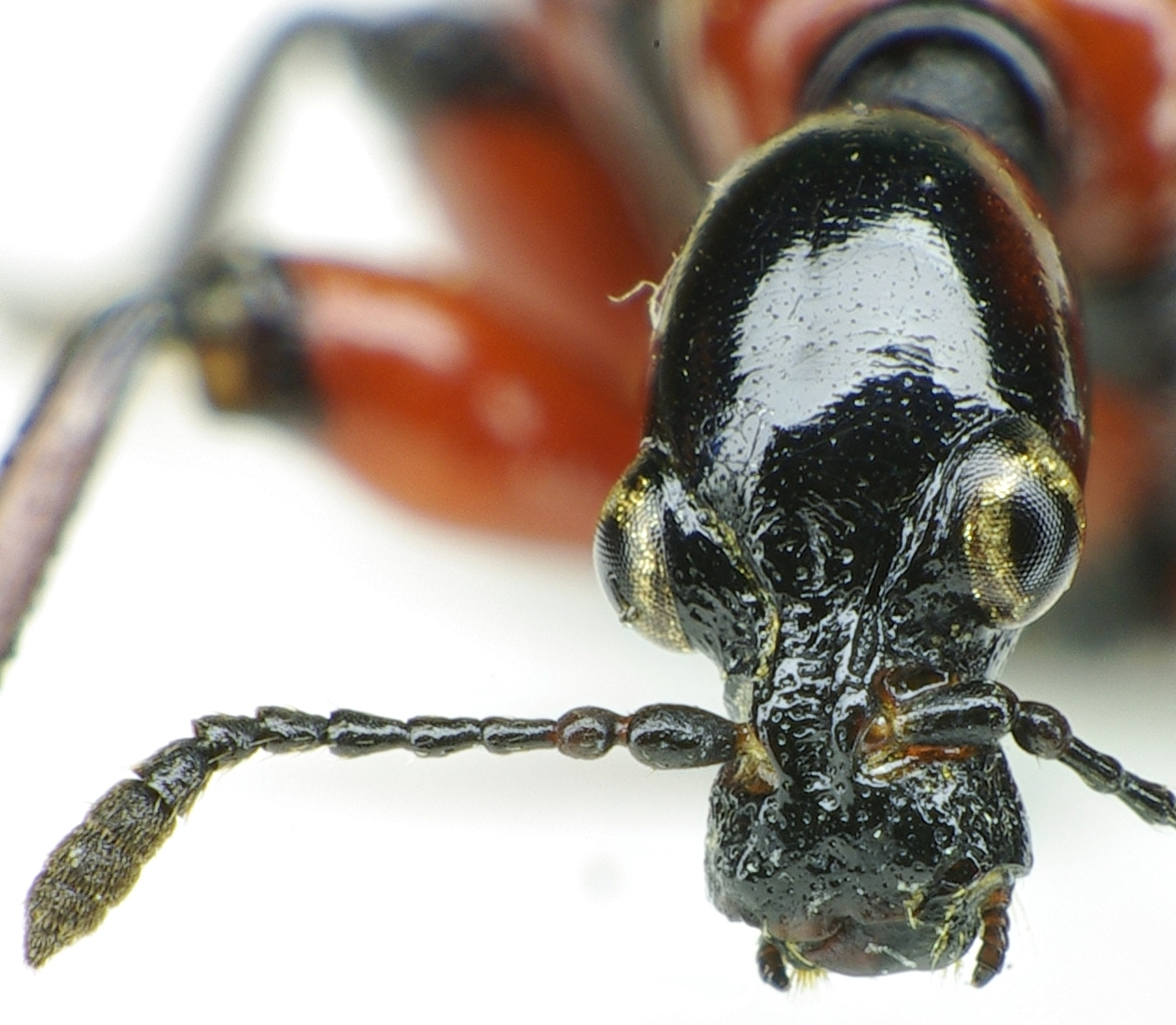
Receptory węchowe bezkręgowców są często zlokalizowane w czułkach o bardzo zróżnicowanym kształcie

Węch jest jednym z najstarszych zmysłów. Jego ewolucja rozpoczęła się w chwili, gdy pierwsze organizmy jednokomórkowe zaczęły odbierać chemiczne sygnały z otaczającego je środowiska (bodźce odbierane obecnie przez zmysły węchu i smaku).
W toku ewolucji, wraz z rozwojem układu nerwowego, znaczenie sygnałów chemicznych malało (chociaż nadal substancje semiochemiczne odgrywają dużą rolę w ekosystemach). Istotną część informacji o otoczeniu zaczęły odbierać inne zmysły (wzrok, słuch, dotyk...). Wykształciły się nowe narządy odbierające bodźce i struktury mózgu, wyspecjalizowane w ich analizowaniu. W miarę ewolucji organizmów wyższych, dysponujących ośrodkowym układem nerwowym, mózg zwiększał się. Pierwotne węchomózgowie stopniowo pokrywało się pofałdowanymi płatami kory mózgowej.
U zwierząt, dla których węch wciąż był podstawowym zmysłem (decydującym o przetrwaniu), wymiary narządów odpowiedzialnych za odbieranie bodźców węchowych (zawierających komórki receptorowe) oraz wymiary opuszki węchowej i całego węchomózgowia zwiększały się szybciej niż kora mózgu. Pochodzące od nich współczesne gatunki dysponują doskonalszym węchem niż człowiek, dzięki większej liczbie komórek odbierających i przetwarzających sygnały chemiczne (czasami bardzo specyficzne, ważne dla danego gatunku). Wiele z tych gatunków dysponuje też  specyficznym organem przylemieszowym (narząd Jacobsona), który jest prawdopodobnie odpowiedzialny za odbieranie zapachu feromonów. U człowieka ten narząd  występuje w okresie embrionalnym. Zdania na temat jego istnienia i funkcjonowania u ludzi dorosłych są podzielone.
Jedna z metod badań ewolucji zwierząt polega na porównywaniu wymiarów mózgu różnych gatunków współczesnych, które bardzo różnią się między sobą, oraz na badaniu struktury tych mózgów. Umożliwia to m.in. określenie prawdopodobnej roli węchu w przystosowaniach gatunków danej rodziny do środowiska.

## Węch człowieka
U człowieka węchomózgowie (łac. rhinencephalon) jest jedną ze wewnętrznych części kresomózgowia (łac. telencephalon), stosunkowo niewielkich. Jest okryte grubą warstwą pofałdowanej kory. Można spotkać opinie, że ludzkie węchomózgowie jest  podobne do węchomózgowia jaszczurek (gady), co ma oznaczać, że ten narząd wyewoluował jeszcze przed oddzieleniem się ssaków. Jego wewnętrzna organizacja zachowała liczne cechy praprzodków człowieka.
Sygnały o pobudzeniu komórek węchowych przez odoranty są odbierane przez podobnie działający, bardzo prosty i szybki analizator węchowy. Receptory węchowe znajdują się w nabłonku węchowym, który mieści się tuż pod oczami i częściowo między nimi. Jest zlokalizowany na ściankach wnęki utworzonej, bezpośrednio pod blaszką sitową, przez górną muszlę nosową i górną część przegrody. Nabłonek tworzą dwubiegunowe komórki węchowe (receptorowe) oraz komórki podporowe i podstawne. Są one zgrupowane w dwa obszary, o powierzchni ok. 2,5 cm², zawierające w sumie przeciętnie ok. 50 000 000 komórek receptorowych. Powierzchnia nabłonka jest pokryta śluzem o żółtej lub brązowawej barwie.
Receptory węchowe u człowieka znajdują się również w komórkach nabłonka dróg oddechowych.

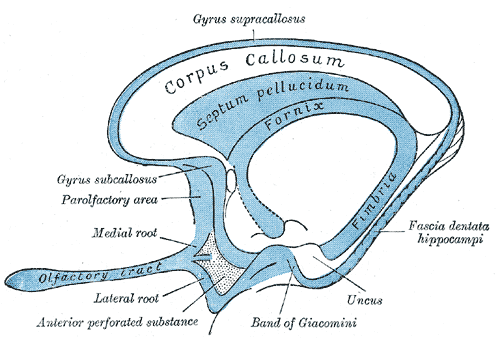
Węchomózgowie

Z receptorów impuls nerwowy przekazywany jest do opuszki węchowej zlokalizowanej bezpośrednio nad receptorami, poniżej płatów czołowych kory mózgowej. Opuszka (znacznie mniejsza niż u innych zwierząt) jest częścią  węchomózgowia. Przekaz bodźców z komórki receptorowej do  mózgu jest więc zupełnie bezpośredni i bardzo szybki. Odróżnia to węch od innych zmysłów, np.: zmysłu dotyku czy wzroku, gdzie między receptorami bodźców a korą mózgową, odpowiedzialną za przetwarzanie odpowiednich informacji, jest wiele pośrednich stacji przekaźnikowych.
System analizy sygnałów węchowych, opisany przez Lindę B. Buck i Richarda Axela (Nagroda Nobla 2004), obejmuje etapy:
- "wstępnej" selekcji zapachów w komórkach nabłonka (pobudzenie określonych grup receptorów przez określone grupy związków),
- selekcji, dokonywanej w opuszce węchowej, w której – w określonych kłębuszkach – zbiegają się aksony komórek węchowych zawierających takie samo białko receptorowe,
- analizy rozkładu pobudzeń w korze węchowej – rozpoznanie rodzaju zapachu (podobieństwa do zapamiętanych wzorców).

Równocześnie – a nawet przed etapem rozpoznania i oceny intensywności wrażenia – pojawiają się pozytywne lub negatywne emocje. Badania ułatwiające zrozumienie mechanizmu tego procesu są prowadzone z użyciem fMRI – obrazowania zmian aktywności lewej lub prawej części kory przedczołowej, związanych z odczuwaniem emocji o różnej jakości hedonicznej (hamujących spontaniczne stany emocjonalne, związane z aktywnością podwzgórza i układu limbicznego).
| System |

| Związek chemiczny (odorant) | S1 | S3 | S18 | S19 | S25 | S41 | S46 | S51 | S79 | S83 | Zapach       |
| Kwas kapronowy (heksanowy)  | 0  | 0  | 0   | x   | 0   | 0   | 0   | 0   | 0   | 0   | nieprzyjemny |
| Heksanol                    | 0  | x  | 0   | 0   | x   | 0   | 0   | 0   | 0   | 0   | przyjemny    |
|                             |    |    |     |     |     |     |     |     |     |     |              |
| Kwas entanowy (heptanowy)   | x  | 0  | x   | x   | 0   | x   | 0   | x   | 0   | 0   | nieprzyjemny |
| Heptanol                    | 0  | x  | 0   | x   | x   | 0   | 0   | 0   | 0   | 0   | przyjemny    |
|                             |    |    |     |     |     |     |     |     |     |     |              |
| Kwas kaprylowy (oktanowy)   | x  | 0  | x   | x   | 0   | x   | x   | x   | x   | x   | nieprzyjemny |
| Oktanol                     | 0  | 0  | x   | x   | 0   | x   | 0   | x   | 0   | 0   | przyjemny    |

W tabeli przedstawiono przykład ilustrujący w jaki sposób różne receptory węchowe reagują na określone związki chemiczne (odoranty).
Symbole S1, S3, S18 ... oznaczają numery przypisane poszczególnym receptorom.
Znak X oznacza reakcję receptora na działanie danego związku, zero – brak reakcji.
Badania są kontynuowane. Od chwili przyznania Nagrody Nobla (2004) odkryto nowe rodzaje receptorów odorantów. Stwierdzono również, że niektóre bezwonne związki mogą wywoływać wrażenia węchowe, jeżeli występują w mieszaninie (Linda B. Buck, 2006). 